# Ctesias van Cnidus
Ctesias van Cnidus of kortweg Ctesias (Oudgrieks: Κτησίας) was een Griekse arts en geschiedschrijver uit de Carische stad Cnidus, die leefde eind 5e eeuw, begin 4e eeuw v.Chr.
Hij was afkomstig uit Cnidus, een oude Dorische stad gelegen op een schiereilandje aan de kust van Carië. Hij stamde uit een artsenfamilie, die haar afkomst terugvoerde op de legendarische Asclepius. Volgens de Suda, een negende-eeuws Bijzantijns lexicon, was zijn vader Ctesiarchos of Ctesiochos.
Een deel van zijn leven was hij de persoonlijke lijfarts van Artaxerxes II. Hij ging bijvoorbeeld mee op de veldtocht van Artaxerxes tegen diens broer Cyrus de Jongere in 401 v.Chr.. Volgens zijn eigen berichten bracht hij zeventien jaar door aan het hof van Artaxerxes II. In het jaar 398/397 keerde hij terug naar Cnidus. Over zijn belevenissen aan het hof van de Achaemenidische grootkoningen schreef hij Persica in drieëntwintig delen, waarvan slechts een uittreksel door de Byzantijnse patriarch Photios I is overgeleverd naast een reeks niet zelden gekleurde parafrases, door andere Griekse schrijvers overgeleverd.
De verhalen in Persica wijken in belangrijke opzichten af van de andere bronnen, met name van de Historiën van Herodotus. Zo zijn er verhalen die Herodotus niet geeft, treden er personen in op met afwijkende namen en zijn de belangrijkste zeeslagen in de Tweede Perzische Oorlog (480- 479), die bij Salamis en bij Plataeae, in chronologische volgorde verwisseld. In de Oudheid bestond al twijfel aan de juistheid van Ctesias berichtgeving. Zo zegt Plutarchus:
"Maar het is onwaarschijnlijk dat Ctesias, zelfs al heeft hij in zijn werk een uitgelezen mengeling ingevoegd van buitengewone en ongeloofwaardige verhalen, onbekend zou zijn met de naam van de koning aan wiens hof hij leefde als arts van de vrouw, de moeder en de kinderen van de koning [...]"   Plutarchus, Artaxerxes, I.1
Ctesias schreef ook een Indica, waarin hij de mensen en dieren van het Indisch subcontinent beschreef. Veel beschrijvingen lijken eerder op fantasie (van Ctesias of van zijn bronnen) terug te gaan dan op de werkelijkheid. Ook dit werk is net als de Persica slechts in de vorm van een uitgebreid uittreksel van Photius bewaard gebleven.